# Пален, Эммануил Анатольевич
Барон Эмануэль Анатольевич (фон дер) Пален (21 июня 1882 — 1952) — русско-немецкий астроном из остзейского рода Паленов.

## Биография
Немецко-сербского происхождения, сын егермейстера и тайного советника Анатолия Владимировича фон дер Пален (1854—1904) и его жены художницы Марии Ивановны Вуич (1850—1940), дочери профессора И. В. Вуича. Крещен 3 июля 1882 года в церкви Петергофского дворца при восприемстве дяди Эммануила Ивановича Вуич и бабушки Полины Николаевны Вуич.
Учился, как и старший брат, Владимир, в Александровском лицее; оба брата окончили его, получив большие золотые медали: Владимир — в 1900 году, Эммануил — в 1902 году. В 1910—1914 годах служил при канцелярии Государственного совета в чине коллежского асессора. В период до первой мировой войны участвовал в наблюдениях солнечных затмений в 1905, 1912 и 1914 годах. В 1916 году в Киеве проводил астрономические наблюдения с Александром Фридманом.
Уехал в Германию после революции 1917 года. Учился в Гёттингенском университете, где ему была присуждена степень доктора математических наук. В период между мировыми войнами, работал в обсерватории в Потсдаме. Преподавал в Базельском университете. От исследования солнца он перешёл к изучению звёзд и галактик. Ряд работ по астрономии солнца были написаны им совместно с Н. Н. Доничем. В 1937 году появился написанный им: Lehrbuch der Stellar statistik (учебник по звёздной статистике). В 1947 году он опубликовал работу по галактикам: Einführung in die Dynamik von Sternsystemen.
В честь Палена назван кратер на Луне.

## Семья
В 1909 году женился на своей кузине Марии Ивановне Вуич. 